# Lavit
Lavit é uma comuna francesa na região administrativa de Occitânia, no departamento de Tarn-et-Garonne. Estende-se por uma área de 26,28 km². Em 2010 a comuna tinha 1 625 habitantes (densidade: 61,8 hab./km²).